# Біле Ікло (фільм, 1946)
Біле Ікло (рос. Белый клык) — радянський чорно-білий мистецький фільм, поставлений на Московській кіностудії науково-популярных фільмів у 1946 році режисером Олександром Згуріді по мотивах однойменної повісті Джека Лондона.
Фільм став дебютом режисера Олександра Згуріді у ігровому кінематографі, до цього він знімав лише науково-популярне кіно.
Прем'єра фільму відбулась 11 вересня 1946 року.

## Сюжет
Молодий гірничий інженер Скотт, (Олег Жаков) мандруючи Аляскою у пошуках золотоносної жили, зустрічається з старим золотошукачем. У нього він виручає собаку, практично рятуючи її від кривавої розправи. Собаку звуть Білий Ікло, він лютий та агресивний, адже колишній хазяїн виховував його як пса-вбивцю.
Минуло немало часу, перш ніж людина і собака подружились.

## У ролях
- Олег Жаков - Уїдон Скотт, гірничий інженер
- Олена Ізмайлова - Аліса, його дружина
- Лев Свердлін - Метт
- Микола Плотніков - Красень Сміт, власник бару
- Осип Абдулов - Тім Кінен, власник собаки
- Золотошукачі:
- Іван Бобров, Еммануїл Геллер, Віктор Латишевський, Петро Рєпнін
- Собака Джульбарс   учасник історичного Параду Перемоги на Червоній площі в Москві 24 червня 1945 року)

## Знімальна група
- Сценарій і постановка — Олександра Згуріді
- Оператори: Борис Волчек (зйомка павільйонів) Гліб Троянський, Віктор Асмус (зйомка натури)
- Другий оператор — Ніна Юрушкіна
- Художники — В. Басов, Сергій Козловський, Н. Миронович
- Художник-гримёр — Ф. Євдокимов
- Композитор — Віктор Орланський
- Звукооператор — А. Каміонський
- Державний оркестр Міністерства кінематографії СРСР[1] (у титрах не вказаний)
- Диригент — Давид Блок
- Текст — В. Попова
- Асистенти:
  - режисера — Г. Ельницька, Олександр Сардан[2]
  - по монтажу — Н. Дзугутова
  - оператора — І. Озоліна
- Консультант по роботі з акторами — Лев Свердлін
- Наукові консультанти — проф. П. А. Мантейфель, проф.[3] П. А. Петряєв
- Адміністративна група — Н. Клюквин, У. Ряжський, Р. Рудін

На відеокасетах фільм випущений дистрибьюторами «Формат А» і «Майстер Тейп».
На DVD фільм випущений дистрибюторами «Майстер Тэйп», «Схід В», «Ретро-Клуб» і компанією «Магнат».